# Integrazione scolastica
L'integrazione scolastica si ottiene attraverso l'affiancamento di un operatore qualificato nell'ambiente scolastico alla persona con disabilità, e la programmazione di un'attività scolastica specifica tale da permetterle l'apprendimento e soprattutto la relazione nell'ambiente scolastico e sociale.
Il ruolo della scuola è quello di aiutare l'alunno facendolo sentire partecipe e parte integrante del gruppo classe. Per raggiungere questo scopo la scuola è vista come una comunità, una rete, che coinvolge tutti coloro che ne fanno parte per la buona riuscita del progetto educativo. Essa opera per garantire, a tutti indistintamente, il diritto all'istruzione, accogliendo ognuno con le proprie peculiarità ed aiutandolo verso una crescita individuale e sociale. Affinché l'integrazione scolastica abbia un buon risultato, la persona che svolge il progetto deve creare delle attività che diano la possibilità all'alunno di aumentare il proprio livello di apprendimento, di socializzazione e di collaborazione. Per far questo è' molto importante inoltre sapersi relazionare anche con la famiglia dell'alunno.

## Target di riferimento
L'integrazione scolastica è rivolta a tutti i minori che hanno una situazione di disabilità, qualunque essa sia la gravità. Tutti i bambini hanno il diritto di avere un 'istruzione, di partecipare e di frequentare la scuola di qualunque ordine e grado (scuola materna, scuola elementari, scuole medie, superiori ed università).
La Legge 104/92, stabilisce il diritto all'integrazione, garantito per tutto il percorso educativo dei ragazzi. Naturalmente l'integrazione scolastica, oltre ad essere rivolta all'alunno disabile, sostiene anche le famiglie e tutti i soggetti vicino ai minori che hanno bisogno di un aiuto, in qualsiasi momento ed occasione.

## Storia
Si iniziò a parlare di integrazione sociale delle persone con disabilità già dagli inizi del 1900 con una visione però totalmente diversa da quella odierna. Infatti le persone con disabilità venivano viste non come persone da integrare a pieno titolo nella società, bensì come soggetti inferiori che dovevano imparare a diventare sociali. Della questione dell'integrazione scolastica si iniziò a parlare solo intorno agli anni '80 del secolo scorso quando si comprese che non bastava più concentrarsi esclusivamente nell'integrazione sociale e che le scuole speciali non permettevano un'effettiva integrazione. Quando si iniziò a parlare di integrazione scolastica emersero vari quesiti e molte perplessità che sparirono dopo che venne sancito il diritto di integrazione della persona. La scuola si trovò a dover puntare all'integrazione e dover modificare i suoi approcci per permettere il raggiungimento degli obiettivi e dei vantaggi per ogni alunno.
L'insegnante di sostegno è una figura professionale introdotta nella scuola dell’obbligo ai sensi della legge del 4 Agosto 1977 n. 517.
È una figura professionale di insegnante qualificato nelle attività di sostegno e nella didattica, con l’obiettivo di integrare nella scuola e nella classe gli alunni con disabilità certificata.
L’insegnante di sostegno ha il compito di inserimento e di integrazione degli alunni disabili. Deve aiutare e collaborare nelle situazioni didattiche, relazionali, formative che hanno l’obiettivo di realizzare un progetto di integrazione in sinergia con gli altri insegnanti.
Uno dei compiti dell’insegnante di sostegno è quello di accogliere e mettere a proprio agio l’alunno che deve seguire e per far questo al meglio deve accogliere anche la famiglia del ragazzo. Deve raccogliere poi le informazioni dell’alunno, e successivamente sviluppare una programmazione ad hoc. Deve quindi sviluppare un Piano Educativo Individualizzato (PEI) per ogni alunno con disabilità, in collaborazione con la famiglia, i docenti e gli operatori socio-sanitari, stabilendo anche come verificarne lo svolgimento.  Il PEI è sottoposto a verifiche periodiche, e vengono definiti i vari interventi per l’integrazione scolastica.
L’insegnante di sostegno viene richiesto dal Dirigente Scolastico, secondo l’Art.  41 e 44 D. M. 331/98.
L’insegnante di sostegno, ha anche il compito di sostenere il lavoro di collaborazione tra la famiglia, gli operatori scolastici e gli operatori extrascolastici per favorire il miglioramento delle attività formative.

## Integrazione Scolastica in Italia
L’Italia è uno dei Paesi a scegliere l’integrazione scolastica per alunni disabili nelle scuole. L’integrazione scolastica in Italia, trova le basi nella Costituzione, e negli Art. 2-3-33-34 e 38, che si riferiscono all'istruzione, al diritto di educazione e avviamento professionale per tutti i ragazzi.
Il primo passo tangibile verso l'integrazione avviene con la Legge n. 118/1971, nella quale si stabilisce che l’istruzione dell’obbligo dei soggetti portatori di handicap deve avvenire nelle classi normali della scuola pubblica,  ma un forte avanzamento lo si deve alla Legge 517/77, che stabilisce con chiarezza presupposti, condizioni, strumenti e finalità per l’integrazione scolastica degli alunni con disabilità, in un quadro di riforma della scuola: la programmazione, la flessibilità, le attività integrative, la funzione formativa della valutazione, l’abolizione degli esami di riparazione.
Da una scuola uguale per tutti ad un a scuola diversa per ciascuno, nella quale l'alunno con handicap sia accettato in via normale.
Alle attività di classe si aggiungono le attività di gruppo; altro punto fondamentale è introduzione della figura dell’insegnante di sostegno nella scuola elementare e media e recepisce il concetto di individualizzazione dell’insegnamento, già affermato nei Programmi del 1955 per la scuola elementare.
La Legge 517/1977 stabilisce anche le “forme di integrazione a favore di alunni portatori di handicap con la prestazione di insegnanti specializzati”, assieme ad altre figure specializzate che lo Stato e gli enti locali forniscono. Tale legge è la prima che introduce il termine integrazione per tutti gli alunni diversamente abili con la finalità di progettare interventi educativi.
Altra Legge importante è la 104/1992, la quale regola il diritto allo studio dei disabili. Stabilisce il rispetto della dignità umana e i diritti di libertà e di autonomia della persona con disabilità e ne promuove l’integrazione nella famiglia, nella scuola, nella società e nel lavoro.
Vuole garantire l’inserimento in asilo nido di bambini disabili e stabilisce il diritto allo studio nelle scuole di ogni grado ed ordine, e anche nell'università. 
Stabilisce inoltre varie collaborazioni tra scuola, enti locali, con le Aziende ULSS.
L’Art. 13 della Legge 104/1992, garantisce l’attività di sostegno attraverso docenti specializzati (insegnante di sostegno).
La Legge 53 del 2003, regola il tema della personalizzazione, diventa l’elemento importante per la costruzione dei processi di apprendimento.
La Legge 170/2010 tutela il diritto all'apprendimento dei soggetti con il disturbo specifico dell’apprendimento.
L’integrazione in Italia, ha come obiettivo lo sviluppo delle potenzialità della persona disabile nella comunicazione, nell'apprendimento, nella socializzazione e nella relazione (Legge 104/1992).
Deve essere elaborata una certificazione dell’handicap da parte di un esperto della Diagnosi Funzionale, dove si descrive la compromissione funzionale dello stato psicofisico dello studente, ma si evidenziano le sue potenzialità.
Insegnanti, famiglia, operatori delle unità sanitarie locali e operatore psico-pedagogico, devono provvedere al Profilo Dinamico Funzionale (P. D. F.), dove vengono elencate le caratteristiche fisiche, psichiche, sociali ed affettive dell’alunno disabile. Con tale strumento si vuole individuare gli obiettivi, attività e modalità del progetto di integrazione, verificato ed aggiornato periodicamente.
Oltre al P.D.F., i genitori vengono consultati per il Piano Educativo Individualizzato (P .E. I.) nel quale vengono descritti gli interventi che verranno fatti per l’alunno durante l’anno.
La valutazione per il raggiungimento di questi obiettivi è differenziata per la scuola dell’obbligo e per quella superiore.
Per quanto riguarda la scuola dell’obbligo, in riferimento al P. E. I. e ai suoi elementi, cioè per quali discipline sono stati adottati certi criteri, le attività ed il sostegno svolto, sono predisposte prove corrispondenti agli insegnamenti e in grado di valutare il progresso dell’alunno in base alle sue potenzialità (Legge 104/1992).
Per gli alunni delle scuole di secondo grado, sono previste prove equivalenti e tempi più lunghi per la verifica di prove scritte e la presenza di assistenti per l’autonomia e la comunicazione.

## Integrazione Scolastica in Europa
La garanzia dell'effettivo esercizio del diritto allo studio ed alla formazione costituisce uno dei capitoli che maggiormente tocca il mondo delle persone con disabilità, in quanto condizione essenziale ai fini di una loro completa integrazione ed inclusione nella vita sociale e lavorativa. Tre i momenti essenziali che tracciano il fenomeno:
1. il passaggio dalla famiglia, primo agente di socializzazione, alla scuola, secondo e fondamentale contesto di formazione personale;
2. il passaggio dalla scuola primaria a quella secondaria, in cui si registrano i livelli più alti di abbandono scolastico tra la popolazione disabile;
3. il passaggio dalla scuola al mondo del lavoro.

Ciascuno di questi ambiti comporta una serie di garanzie che debbono essere riconosciute e attuate con politiche ed azioni positive, realizzate nella cornice dell'attuale filosofia di riferimento, data dall'approccio "mainstreaming" adottato dalla Comunità Europea, un approccio che affronta le problematiche all'interno di politiche generali, abbracciando il fenomeno "disabilità" trasversalmente a tutti gli ambiti in cui si manifesta.  Non sarebbe pensabile concepire politiche per l'educazione delle persone disabili senza considerare le politiche per la famiglia, per il lavoro, per l'abbattimento delle barriere architettoniche etc.. L’integrazione delle persone con esigenze educative specifiche richiede molto più del semplice inserimento di uno studente in una scuola ordinaria. Si tratta di un processo in cui lo studente ha la possibilità di sviluppare e progredire sul piano educativo verso l’indipendenza economica e sociale.

### Prassi per la valutazione dei livelli di integrazione delle persone con disabilità
Consentire ad un ragazzo con disabilità di recarsi a scuola ogni giorno significa: consentire al ragazzo di prepararsi in autonomia per recarsi a scuola; provvedere ad un piano di trasporto per raggiungere il plesso scolastico; predisporre le misure necessarie perché l'edificio sia accessibile; attrezzare le aule, i laboratori, i servizi igienici e le palestre, come anche i locali esterni in modo che la persona disabile possa muoversi in autonomia; predisporre un Piano Educativo Individualizzato che tenga conto del Profilo Dinamico Funzionale dello studente, delle sue capacità residue come di quelle compromesse; prevedere personale specializzato per il sostegno e l'affiancamento del ragazzo nel suo percorso educativo; strutture ed ausili informatizzati per la sua partecipazione attiva alla didattica etc...

### Disabled Persons. Statistical data
I dati contenuti nella seconda edizione del Rapporto Eurostat su "Disabled Persons. Statistical Data" relativi al numero di studenti disabili in Europa inseriti in un ciclo di istruzione ordinaria non evidenziano nessun chiaro e sistematico trend e non risultano molto efficienti. Tuttavia costituiscono l’evidenza di una difficoltà comune nella rilevazione e quantificazione del fenomeno “handicap” in qualunque contesto, come anche di una persistente cultura della separazione che vede, in molti Paesi, il persistere delle “scuole speciali”. Non tutti i Paesi sono stati in grado di fornire i dati richiesti ed evidenti rimangono le difficoltà di trovare un riferimento comune rispetto alla definizione degli ordini e gradi scolastici su cui operare le rilevazioni, la distinzione tra la scuola ordinaria e quella speciale, così come la tipologia delle disabilità risultanti dalle Diagnosi Funzionali.

In generale l’unico dato sul quale sembrano ritrovarsi, la maggior parte dei Paesi coinvolti nella rilevazione, è quello relativo ad una forte concentrazione di studenti disabili nel ciclo della scuola primaria, cui fa seguito una sensibile diminuzione in quella secondaria: nell’a.s.1991-1992 in Spagna si è passati dal 79,8% (scuola primaria) al 12,4% (scuola secondaria); in Francia nello stesso anno dal 33,0% all’8,2%. Questo dato sembrerebbe indicare l’abbandono del sistema di istruzione ordinaria, incapace di creare le condizioni per una integrazione effettiva, ed il passaggio di questi studenti ad un’istruzione più specifica o “speciale”. Sensibile inoltre la differenza tra le femmine ed i maschi che accedono ai vari gradi di istruzione.

Ma sull’abbandono scolastico incide anche il tipo di disabilità dello studente: la maggior parte degli abbandoni avviene nella popolazione con disabilità mentale, intesa prevalentemente come lieve disturbo nell’apprendimento. Per quanto concerne le informazioni provenienti dalla Germania, Spagna e Francia, si ritiene che il numero di studenti con una disabilità sensoriale o fisica siano sovrarappresentati.  I tassi di abbandono scolastico nella popolazione disabile per tipo di disabilità, così come la proporzione di studenti che frequentano la scuola primaria e secondaria, pur sollevando problemi connessi con le modalità di classificazione delle diverse tipologie di disabilità, costituiscono allo stesso tempo importanti indicatori della “robustezza” delle politiche sostenute nei diversi Paesi membri. Si registrano così Paesi come l’Irlanda, l’Italia, il Lussemburgo ed il Portogallo in cui sono in atto politiche decise e dirette ad integrare i ragazzi con disabilità sensoriali nelle scuole ordinarie; altri come la Grecia, la Germania e la Francia in cui si privilegia la scuola speciale.

Passando ad esaminare il fenomeno delle “scuole speciali”, ossia le scuole riservate all’istruzione di quei ragazzi che non si ritiene possano essere integrati in cicli scolastici ordinari, si registrano Paesi come il Belgio, Danimarca, Germania, Francia e Paesi Bassi in cui tale fenomeno è ancora in crescita, mentre è relativamente più contenuto in Grecia, Spagna, Italia e Regno Unito.
Tuttavia anche nelle scuole speciali si assiste al fenomeno per cui i ragazzi con disabilità, pur completando gli studi primari, difficilmente riescono ad accedere a quelli secondari, e quando ciò avviene, non riescono a completarli. In questo fatto giocano vari fattori, tra cui, certamente il livello di scolarità obbligatoria fissato prevalentemente a 16 anni, ma anche l’inadeguatezza delle infrastrutture.

Allo stato attuale è possibile affermare che la maggior parte delle persone con disabilità in Europa ha un basso livello di scolarizzazione, che va dall’analfabetismo al compimento della scuola primaria, ancor più vero per le femmine che non per i maschi.  Inoltre risulta strettamente correlata la gravità dello stato disabilitante con il grado di istruzione raggiunta: quanto più grave è lo stato dell’handicap, tanto minore la scolarità raggiunta.
Questi dati tracciano molto chiaramente la strada da percorrere in ordine alle scelte politiche da effettuare nel contesto generale della Comunità Europea:
1. concreta attuazione dell’integrazione scolastica ed abbandono del modello della scuola speciale;
2. tempestiva Diagnosi Funzionale ed adozione di criteri comuni di classificazione, all’interno del sistema scolastico, dei ragazzi per area di compromissione;
3. predisposizione di Piani Educativi Individualizzati che consentano ai ragazzi con disabilità di procedere nel percorso formativo fino ai livelli più alti, attraverso la piena valorizzazione delle capacità residue;
4. adattamento delle strutture scolastiche per la piena accessibilità degli spazi disponibili per le attività didattiche;
5. specializzazione del personale docente dedicato al sostegno ed all’accompagnamento dei ragazzi con disabilità nel loro progetto educativo.[5]

### Sistemi di inclusione scolastica
I sistemi di inclusione scolastica esistenti nei vari paesi europei sono raggruppabili in tre principali orientamenti:
- un sistema scolastico di massima inclusione degli alunni con disabilità, quale è quello italiano, in cui la quasi totalità degli alunni con disabilità sono inseriti nel sistema scolastico ordinario (“sistema inclusivo”);
- un sistema scolastico che prevede la presenza di scuole speciali o di classi speciali all’interno di scuole ordinarie, frequentate dalla maggior parte degli alunni con disabilità (“sistema con distinzione”);
- un sistema in cui l’istruzione normale coesiste con l’istruzione speciale, in cui gli alunni con disabilità possono essere inseriti sia nelle scuole ordinarie sia nelle scuole speciali, con un insieme di soluzioni diverse (“sistema misto”).

Dai più recenti dati pubblicati dall’European Agency for Special Needs and Inclusive Education emerge come il grado di inclusione degli alunni con disabilità differisca da paese a paese, anche in misura ragguardevole. 
Relativamente al “sistema inclusivo” spicca l’Italia con una percentuale di alunni con disabilità inseriti in scuole speciali sul totale degli alunni con disabilità estremamente bassa, pari ad appena lo 0,8%. I dati considerati sono relativi alla scuola primaria e alla scuola secondaria di I grado. Riportiamo i dati relativi ad altri paesi con un sistema di istruzione inclusivo, ad esempio Scozia, Islanda e Norvegia in cui la percentuale di alunni in scuole speciali o in classi speciali di scuole comuni è al di sotto del 10% ed è rispettivamente pari a 7,1%, 7,8% e al 7,9%.
Diametralmente opposto è il sistema presente in altri paesi, quali ad esempio il Belgio e la Danimarca, in cui l’89% e il 95% degli alunni con disabilità frequenta scuole speciali o classi speciali di scuole comuni, e la Svizzera e i Paesi Bassi in cui addirittura la totalità degli alunni con disabilità è inserita in percorsi speciali separati dai loro colleghi non disabili (“sistema con distinzione”).
In altri paesi vige un sistema di inclusione più variegato (“sistema misto”) in cui la quota di alunni con disabilità inserita in scuole speciali o in classi speciali di scuole comuni supera il 10% ma non raggiunge le percentuali riportate dai paesi con sistema con distinzione. È il caso ad esempio della Svizzera, dell’Irlanda, della Finlandia e della Francia per cui la percentuale di alunni frequentanti percorsi speciali sul totale alunni con disabilità è pari rispettivamente a 23,4%, 26,3%, 39% e a 44,2%.  MIUR Statistiche e Studi, I principali dati relativi agli alunni con disabilità per l’a.s. 2016/2017, maggio 2018,  p. 25.
| Sistema Inclusivo                                                              | Italia    | Scozia  | Irlanda | Norvegia |
| ------------------------------------------------------------------------------ | --------- | ------- | ------- | -------- |
| Totale Alunni                                                                  | 4.559.425 | 613.757 | 43.136  | 618.996  |
| Totale Alunni con disabilità                                                   | 153.848   | 125.839 | 7.043   | 49.672   |
| Alunni con disabilità in scuole speciali                                       | 1.211     | 5.798   | 155     | 1.275    |
| % sul tot. alunni con disabilità                                               | 0,8       | 4,6     | 2,2     | 2,6      |
| Alunni con disabilità in classi speciali di scuole comuni                      | 0         | 3.134   | 395     | 2.646    |
| % sul totale degli alunni con disabilità                                       | 0,0       | 2,5     | 5,6     | 5,3      |
| Alunni con disabilità in scuole speciali o in classi speciali di scuole comuni | 1.211     | 8.932   | 550     | 3.921    |
| % sul totale degli alunni con disabilità                                       | 0,8       | 7,1     | 7,8     | 7,9      |

| Sistema con distinzione                                                        | Belgio    | Danimarca | Svizzera | Paesi Bassi |
| ------------------------------------------------------------------------------ | --------- | --------- | -------- | ----------- |
| Totale Alunni                                                                  | 1.051.849 | 567.834   | 752.098  | 2.024.514   |
| Totale Alunni con disabilità                                                   | 86.301    | 29.118    | 29.440   | 67.052      |
| Alunni con disabilità in scuole speciali                                       | 76.836    | 11.554    | 15.264   | 67.052      |
| % sul tot. alunni con disabilità                                               | 89,0      | 39,7      | 51,8     | 100,0       |
| Alunni con disabilità in classi speciali di scuole comuni                      | 0         | 16.115    | 14.176   | 0           |
| % sul totale degli alunni con disabilità                                       | 0,0       | 55,3      | 48,2     | 0,0         |
| Alunni con disabilità in scuole speciali o in classi speciali di scuole comuni | 76.836    | 27.669    | 29.440   | 67.052      |
| % sul totale degli alunni con disabilità                                       | 89,0      | 95,0      | 100,0    | 100,0       |

| Sistema misto                                                                  | Spagna    | Irlanda | Finlandia | Francia   |
| ------------------------------------------------------------------------------ | --------- | ------- | --------- | --------- |
| Totale Alunni                                                                  | 4.619.802 | 734.256 | 534.185   | 7.632.328 |
| Totale Alunni con disabilità                                                   | 136.705   | 44.369  | 38.943    | 235.939   |
| Alunni con disabilità in scuole speciali                                       | 25.369    | 7.334   | 4.168     | 49.562    |
| % sul tot. alunni con disabilità                                               | 18,6      | 16,5    | 10,7      | 21,0      |
| Alunni con disabilità in classi speciali di scuole comuni                      | 6.605     | 4.337   | 11.012    | 54.667    |
| % sul totale degli alunni con disabilità                                       | 4,8       | 9,8     | 28,3      | 23,2      |
| Alunni con disabilità in scuole speciali o in classi speciali di scuole comuni | 31.974    | 11.671  | 15.180    | 104.229   |
| % sul totale degli alunni con disabilità                                       | 23,4      | 26,3    | 39,0      | 44,2      |

## Linee guida per l’integrazione scolastica degli alunni con disabilità
Le presenti Linee Guida raccolgono una serie di direttive che hanno lo scopo, nel rispetto dell'autonomia scolastica e della legislazione vigente, di migliorare il processo di integrazione degli alunni con disabilità.
Una ricostruzione dell'iter legislativo riguardante l'integrazione scolastica, e dei relativi principi, è presente nelle “Linee guida per l'integrazione degli alunni con disabilità” del 4 agosto 2009. Questo è un documento di linee guida con il quale il Ministero dell'istruzione, dell'università e della ricerca fornisce indicazioni in materia di integrazione degli alunni disabili nella scuola. Sono richiamati, nel documento, alcuni riferimenti nazionali ed internazionali di primaria importanza, concernenti l’integrazione scolastica.

### Riferimenti internazionali

#### Convenzione Onu per i diritti delle persone con disabilità
La Convenzione Onu per i diritti delle persone con disabilità impegna tutti gli Stati firmatari a prevedere forme di integrazione scolastica. Attraverso la Legge n. 18 del 3 marzo 2009, il Parlamento italiano ha ratificato la Convenzione Onu per i diritti delle persone con disabilità. Questa ratifica vincola l’Italia ad emanare norme ispirate ai principi qui espressi. La caratteristica principale della Convenzione Onu in questione è quella di aver superato un approccio focalizzato solo sul deficit della persona con disabilità favorendo il “modello sociale della disabilità”, che introduce i principi di non discriminazione, pari opportunità, autonomia, indipendenza, con l’obiettivo di raggiungere la maggior inclusione sociale possibile della persona con disabilità e della sua famiglia.

#### Conferenza mondiale sui diritti umani dell’ONU
A supporto di ogni norma è ricordata inoltre la Conferenza mondiale sui diritti umani dell’ONU che già nel 1993 ha precisato come “tutti i diritti umani e le libertà fondamentali sono universali e includono senza riserve le persone con disabilità”.

#### ICF
Viene inoltre riportato, in linea con i principi appena presentati, l’International Classification of Functioning (ICF), il modello di classificazione bio-psico-sociale, decisamente attento all’interazione fra la capacità di funzionamento di una persona e il contesto sociale, culturale e personale in cui essa vive.

### Normative nazionali italiane

#### 1.1 Art. 3 ed Art. 34 Costituzione
La Costituzione Italiana garantisce il diritto allo studio per tutti i cittadini. Con l’articolo 3 ribadisce il diritto di uguaglianza di tutti i cittadini, e coniugando questo articolo con l’articolo 34, il quale dispone che la scuola è aperta a tutti, definisce e garantisce il diritto allo studio. L'articolo 3, al primo comma, recita: “Tutti i cittadini hanno pari dignità sociale, di razza, di lingua, di religione, di opinioni politiche, di condizioni personali e sociali”. Il secondo comma recita invece: “E` compito della Repubblica rimuovere gli ostacoli di ordine economico e sociale, che, limitando di fatto la libertà e l'eguaglianza dei cittadini, impediscono il pieno sviluppo della persona umana e l'effettiva partecipazione di tutti i lavoratori all'organizzazione politica, economica e sociale del Paese”.

#### 1.2 Art. 38 Costituzione
L'Articolo 38 della Costituzione nomina esplicitamente il diritto allo studio per tutti i cittadini in situazione di disabilità: "gli inabili e i minorati hanno diritto all’educazione e all’avviamento professionale".

#### 1.3 Legge 118/71 e Legge 517/77
La Legge 118/71 Archiviato il 27 gennaio 2019 in Internet Archive. disponeva che l’istruzione dell’obbligo dovesse essere effettuata nelle classi normali della scuola pubblica. In questo contesto, la legge ha superato, anche se solo in parte, il modello delle scuole speciali, poiché l’inserimento degli alunni con disabilità avveniva solo su iniziativa della famiglia, che veniva supportata con il servizio del trasporto e l’assistenza ai bambini durante l’orario scolastico, per quelli più gravi. Questo tipo di inserimento, però, non era in linea con il principio costituzionale di uguaglianza (art. 3 Costituzione). Fu così che venne emanata la Legge 517/77, che pose fine al sistema delle scuole speciali, improntando un sistema pedagogico-educativo basato sull’integrazione scolastica degli alunni con disabilità.

#### 1.4 Legge 104/92
Al fine di completare la regolazione delle norme della materia in questione, la Legge del 5 febbraio 1992, n. 104 (“Legge quadro per l’assistenza, l’integrazione sociale e i diritti delle persone handicappate”), diventa il punto di riferimento normativo dell’integrazione scolastica e sociale delle persone con disabilità. La legge amplia il principio di integrazione sociale e scolastica e lo definisce come momento fondamentale per la tutela della dignità umana della persona con disabilità.

#### 1.5 DPR 24 febbraio 1994 (G.U. n°79/94 )
Il DPR 24 febbraio 1994 “Atto di indirizzo e coordinamento relativo ai compiti delle unità sanitarie locali in materia di alcuni portatori di handicap” individua i soggetti e le competenze degli Enti Locali, delle Aziende Sanitarie Locali e delle istituzioni scolastiche nella definizione della Diagnosi Funzionale, del Profilo Dinamico Funzionale e del Piano Educativo Individualizzato.

## Esempio di approccio inclusivo
Per avere un esempio concreto di come ragionare e attuare l'integrazione scolastica si può far riferimento all'inclusione degli alunni con disturbo dello spettro dell'autismo. Le persone con questo disturbo hanno necessità di un intervento che gli consenta di relazionarsi e comunicare con gli altri, con il mondo in maniera consona. Per lavorare in maniera adeguata e permettere un'integrazione dell'alunno è necessario che i professionisti, che devono essere adeguatamente formati, osservino il caso, vengano a conoscenza della storia del bambino/ragazzo, conoscano la modalità d'approccio del bambino nei confronti di diverse situazioni di vita quotidiana e strutturino un intervento che vada a rispondere ai bisogni e agli interessi del soggetto. I professionisti collaborano per una stesura di un progetto che definisca gli obiettivi di breve, medio e lungo termine e vada a sottolineare quale risorse devono essere utilizzate per permettere un'integrazione. Considerando le peculiarità generali che possono accomunare le persone con disturbi dello spettro dell'autismo bisogna essere in grado di adeguare l'ambiente e le situazioni al soggetto per ridurre il più possibile lo stato di ansia che possono comportare le nuove situazioni e gli eventi imprevisti. Tutti i compiti, gli ambienti, i tempi e i materiali devono essere adeguatamente adattati all'allievo con lo spettro dell’autismo. Lavorando con lo spettro dell’autismo bisognerebbe lavorare in 6 aspetti prioritari: la comunicazione funzionale e spontanea, gli interventi per sviluppare le abilità, educare il soggetto alle abilità del gioco, puntare allo sviluppo di abilità cognitive funzionali, studiare degli interventi per prevenire dei comportamenti problema ed effettuare delle attività didattiche curriculari.